# فارس الفرجاني
فارس الفرجاني ولد في 22 يوليو 1997 في تونس العاصمة (تونس)، هو مبارز تونسي متخصص في فردي السيف العربي. شارك في منافسات  شارك في منافسات السيف العربي للرجال ‏  في الألعاب الأولمبية الصيفية عام 2016، وخرج من دور الـ16 خلال دورة الألعاب الأولمبية 2016 بالخسارة أمام الإيطالي ألدو مونتانو. يتنافس لصالح  جامعة سانت جون ‏. تأهل لتمثيل تونس في دورة الألعاب الأولمبية الصيفية عام 2020. فاز فرجاني بالميدالية الفضية في الألعاب الأولمبية الصيفية 2024 في منافسة فردي السيف العربي للرجال ‏.
تحصل على ميدالية فضية وأخرى برونزية في بطولة أفريقيا للمبارزة، وميدالية ذهبية وأخرى فضية في الألعاب الإفريقية 2015 في عمر 18 عاما، ولديه أيضا ميداليتين ذهبيتين في بطولة تونس للمبارزة. هو أصغر مبارز أفريقي يصل لنصف النهائي في الألعاب الأولمبية للشباب.

## المسار الرياضي
حصل على ميداليتين في الألعاب الإفريقية عام 2015 وعمره 18 عامًا. وهو أيضًا أول رياضي إفريقي يصل إلى الدور نصف النهائي من الألعاب الأولمبية للشباب في المبارزة بالسيف. وهو أيضًا حائز على ميدالية مزدوجة في بطولة إفريقيا عام 2015.
وخرج من دور الـ16 خلال الألعاب الأولمبية عام 2016 بالخسارة أمام الإيطالي ألدو مونتانو، وحصل على عدة ميداليات في حلبة الناشئين العالمية خلال موسم 2016-2017 . وفي أغسطس 2017 ، انتقل إلى نيويورك للتدريب في مركز مانهاتن للمبارزة ‏ والدراسة في جامعة سانت جون ‏.
شارك في الألعاب الأولمبية 2020 في طوكيو.
حصل على الميدالية الفضية في البطولة الإفريقية للمبارزة عام 2023 ‏ بالقاهرة،  في فريق السيف العربي.

### الألعاب الأولمبية الصيفية 2024
في 27 يوليو فاز على المصري زياد السيسي 15-11 في "قبل نهائي" من  منافسة فردي السيف العربي للرجال ‏.
وأخفق في إحراز ذهبية المنافسة أمام الكوري الجنوبي سانغوك أوه (المصنف ثالثا)، لكنه فاز بالفضية.

## الميداليات
- الألعاب الأولمبية للشباب
  - الرابع في الألعاب الأولمبية الصيفية للشباب 2014 في نانجينغ.
- بطولة أفريقيا للمبارزة:
  -  ميدالية فضية في السيف العربي للفرق للرجال في بطولة أفريقيا للمبارزة 2015 (القاهرة).
  -  ميدالية برونزية في فردي السيف العربي للرجال في بطولة أفريقيا للمبارزة 2015 (القاهرة).
- ألعاب عموم أفريقيا:
  -  ميدالية ذهبية في فردي السيف العربي للرجال في ألعاب عموم أفريقيا 2015 (برازافيل).
  -  ميدالية فضية في السيف العربي للفرق للرجال في ألعاب عموم أفريقيا 2015 (برازافيل).
- بطولة تونس للمبارزة:
  -  ميدالية ذهبية في السيف العربي للفرق للرجال في بطولة تونس للمبارزة 2014 (تونس العاصمة).
  -  ميدالية فضية في فردي السيف العربي للرجال في بطولة تونس للمبارزة 2014 (تونس العاصمة).
  - أولمبياد باريس 2024:
  -  ميدالية فضية في سلاح السابر في أولمبياد باريس 2024.[12][13]

## الترتيب الدولي
الترتيب أسفله هو في آخر كل موسم.
السيف العربي للناشئين
| السنة  | 2012 | 2013 | 2014 |
| ------ | ---- | ---- | ---- |
| المركز | 169  | 152  | 17   |

السيف العربي للرجال
| السنة  | 2013 | 2014 |
| ------ | ---- | ---- |
| المركز | 93   | 49   |

## الحياة الشخصية
هو أخ المبارز محمد أيوب الفرجاني.

## مقالات ذات صلة
- محمد أيوب الفرجاني

## روابط خارجية
- فارس الفرجاني على موقع الاتحاد الدولي للمبارزة (الإنجليزية)
- فارس الفرجاني على موقع اللجنة الأولمبية الدولية (الإنجليزية)
- فارس الفرجاني على موقع أوليمبيديا (الإنجليزية)

- صفحة فارس الفرجاني على موقع الاتحاد الدولي للمبارزة.